# Teleregione Toscana
Teleregione Toscana è un'emittente televisiva regionale con sede a Firenze, viale Cadorna, 44. In passato ha aderito ai circuiti Cinquestelle e Europa 7.

## Storia
Teleregione Toscana nacque nel gennaio 1981 sostituendosi al Canale dei Bambini. Inizialmente gestita da Mauro Montagni e figli, dal 1º gennaio 1983 passò sotto la gestione del Partito Comunista Italiano.
Nel 1984 iniziò la fortunata trasmissione Succo d'arancia e successivamente Vernice fresca, condotte entrambe da Carlo Conti con la partecipazione di numerosi comici toscani, tra i quali Leonardo Pieraccioni, Cristiano Militello e Giorgio Panariello.
Nel 1988 il canale aderì al circuito Cinquestelle, riducendo la quantità delle trasmissioni autoprodotte a vantaggio dei programmi a carattere nazionale.
Nel periodo 1983-1997, sotto la direzione di Claudio Abbandonati, lavorarono a Teleregione Toscana Raffaele Pisu e i suoi collaboratori per Gran Bazar, una trasmissione commerciale antesignana dei moderni "intrattenimento con shopping", Vincenzo Macilletti, che curò per anni varie trasmissioni sportive con ospiti di primo piano del Campionato di calcio serie A, personaggi storici del video locale come Paola Pernici, ideatrice di un format commerciale ormai acquisito da quasi tutto il mondo televisivo privato, e Neva Domenici, con il suo fortunato Ragazzi di ieri. A Nazzareno Bisogni, insieme a Maurizio Boldrini, che fu direttore responsabile della testata giornalistica, Stefano Marcelli e Erasmo D'Angelis (giunti nel 1985), Daniele Papi, poi patron di SestoTv, Elena Andreini e Daniele Calieri (approdati a Teleregione nel 1983) e ad altri, va invece attribuito il compito di aver portato l'informazione nel palinsesto di una TV locale (dal TG ai settimanali di approfondimento culturale, sindacale, politico, ecc.). Determinante fu la collaborazione con Videostaff di Maurizio Izzo e Federico Chiesi nella produzione di numerose trasmissioni. A Teleregione mossero i loro primi passi anche Enzo Baldini e Vittorio Betti ma anche il regista Leonardo Scucchi.
Nel 1997 l'emittente fu rilevata dall'imprenditore Francesco Di Stefano, già editore di TVR Voxson e del network nazionale Europa 7, e poi affiliata a Europa 7 stessa.
Dopo l'ottenimento da parte di Di Stefano delle frequenze per l'avvio delle trasmissioni nazionali della piattaforma in alta definizione Europa 7 HD, nel 2010 Teleregione Toscana, assieme alle altre due emittenti locali rimaste nel circuito Europa 7, passò sotto il controllo della società Media 2001 srl, che faceva capo al fratello Giuseppe.
Nell'aprile 2014 è nata un'altra versione di Teleregione Toscana con una programmazione indipendente e sotto una diversa gestione, che rispolvera lo storico marchio di fine anni Ottanta ed è visibile alla LCN 86 nel multiplex di TVR Teleitalia.
A fine dicembre 2019 la Teleregione Toscana di Di Stefano ha spento definitivamente i ripetitori del proprio mux, assieme agli altri due canali locali del gruppo (Atv7 e TVR Voxson).
Nel 2024 l'Associazione Centro acquista l'emittente dando il via cosi ad un nuovo corso per la storica emittente toscana.
Teleregione Toscana diffonde il proprio segnale televisivo digitale in tutta la regione Toscana sul canale 78 e  vengono trasmesse in alternanza in simulcast le calabresi Radio Jukebox TV e ADN24.

## Programmi
- Panorama sport
- La posta di Teleregione
- Calcio di rigore
- Soirée d'arte
- Gioca con noi
- Cabaret quiz
- Motori non stop
- Non sempre caviale
- Calcio domani
- Dalla parte del cittadino
- Ghiaccio neve
- Mattina insieme
- Guelfi e Ghibellini
- Ragazzi di ieri
- Obiettivo TR
- Monitor
- TR Notizie
- Toscana lavoro
- Arabesque
- Centro campo
- Le radici della speranza
- Domenica preziosa
- Bella bellissima
- Preziosi antiquariato
- Lunedì sport
- Fiorentina in forma
- In bocca ai tifosi
- L'altro sport
- Vernice fresca
- Speciale Telebazar
- Ciclismo in Toscana
- Seven Show
- VIP mania
- Tiramisù
- Sotto a chi tocca
- Disco bimbo
- Arte Toscana oggi
- Gossip Fiorentino (1993-2000)